# 錫基雷斯區
錫基雷斯區（西班牙語：Siquirres），是哥斯達黎加的一個區，位於該國東部利蒙省，距離聖何塞111公里，面積373.25平方公里，海拔高度97米，2011年人口31,637，人口密度每平方公里84.76人。